# نيل بلير
نيل بلير (بالإنجليزية: Neil Blair)‏ هو دبلوماسي بريطاني، ولد في 1936.